# Catabena
Catabena is een geslacht van vlinders van de familie Uilen (Noctuidae), uit de onderfamilie Hadeninae.

## Soorten
- C. lineolata Walker, 1865
- C. pronuba Barnes & McDunnough, 1916
- C. sagittata Barnes & McDunnough, 1913
- C. seorsa Todd, 1972
- C. terens Walker, 1857
- C. vitrina Walker, 1857